# Djelida
Djelida – miasto w Algierii, w prowincji Ajn ad-Dafla.